# 司法院會議
司法院會議，又稱司法院院會，是中華民國司法院為研商院內重要事項而召開的會議，為《司法院組織法》第17條所規定設立，由司法院院長、司法院副院長、最高法院院長、最高行政法院院長、懲戒法院院長、臺灣高等法院院長、司法院秘書長及司法院副秘書長組成，以司法院院長為主席。司法院院長因事不能出席時，由司法院副院長代理主席。司法院會議以過半數之出席為法定人數。
司法院會議議決以下事項：
1. 關於立法院三讀通過之法律案。
2. 關於施政綱要及概算事項。
3. 其他重要事項。

司法院會議原則上每月舉行，必要時司法院院長得召開臨時會議。

## 組成官員
根據《司法院組織法》第17條、《司法院會議議事規則》第2條，司法院會議的成員為：
- 司法院院長
- 司法院副院長
- 司法院秘書長
- 司法院副秘書長
- 最高法院院長
- 最高行政法院院長
- 懲戒法院院長
- 臺灣高等法院院長

## 列席官員
根據《司法院會議議事規則》第2條，司法院院長得邀請或指定有關官員列席司法院會議。
- 民事廳廳長
- 刑事廳廳長
- 行政訴訟及懲戒廳廳長
- 少年及家事廳廳長
- 司法行政廳廳長
- 憲法法庭書記廳廳長
- 秘書處處長
- 資訊處處長
- 公共關係處處長
- 參事室主任參事
- 人事處處長
- 會計處處長
- 統計處處長
- 政風處處長
- 新聞及法治宣導處處長兼發言人
- 其他經司法院院長邀請或指定之其他相關官員

## 議事方式
司法院會議原則上採用多數決。